# Рябуха Борис Миколайович
Бори́с Микола́йович Рябу́ха — полковник Збройних сил України, учасник російсько-української війни.

## Життєпис
Після спроби анексії Криму Росією в березні 2014 року службовець військ ППО ЗСУ капітан Борис Рябуха як вірний офіцерській присязі відмовився лишатися на півострові та перевівся до лав 95 одшбр.
Освоїв десантно-штурмову роботу. Водив колони біля окупованих Слов'янська, в Піски, Авдіївку, по тилах терористів доправляв набої для рейду 95-ї бригади.
Брав участь у боях за ДАП. Його фотографія потрапила в календар «Кіборги».
2017 року повернувся з передової до Харкова. В Університеті повітряних сил готує лейтенантів.
З початком повномасштабного наступу рф став на оборону міста Харкова та очолив зведений батальйон.
Одружений, має трьох дітей.
Серед наукових робіт: «Порядок застосування процедур і стандартів NATO в ході оформлення бойових графічних документів у штабах частин і підрозділів зенітних ракетних військ Повітряних Сил Збройних Сил України», 2019, співавтори Закутін Костянтин Валерійович, Резніченко Олександр Анатолійович, Ярош Сергій Петрович, Ряполов Євген Іванович.

## Нагороди та вшанування
- Указом Президента України №392/2025 від 6 червня 2025 року за За особисту мужність, виявлену у захисті державного суверенітету та територіальної цілісності України, самовіддане виконання військового обов’язку орденом "Богдана Хмельницького" ІІІ ступеня[3]
- Указом Президента України № 741/2019 від 10 жовтня 2019 року за «особисту мужність і самовіддані дії, виявлені у захисті державного суверенітету та територіальної цілісності України» орденом «За мужність» III ступеня[4]
- Указом Президента України № 169/2022 від 25 березня 2022 року «Про відзначення державними нагородами України» за особисту мужність і самовіддані дії, виявлені у захисті державного суверенітету та територіальної цілісності України, вірність військовій присязі медаллю «Захиснику Вітчизни»[5]

1. ↑  Як кримчанин капітан Рябуха став легендарним «кіборгом»(рос.)
2. ↑  9-річна донька бійця пригадала, як чекала тата з війни: зворушливі слова
3. ↑  4. {{cite web}}: |archive-url= вимагає |archive-date= (довідка)
4. ↑  Указ Президента України від 10 жовтня року № 741/2019 «Про відзначення державними нагородами України»
5. ↑  Указ Президента України №169/2022 «Про відзначення державними нагородами України». Президент України. 25 березня 2022. Архів оригіналу за 15 вересня 2024. Процитовано 19 лютого 2025.

| Емблема Збройних сил України | Це незавершена стаття про військовослужбовця Сил оборони України. Ви можете допомогти проєкту, виправивши або дописавши її. |